# Alois Ciller

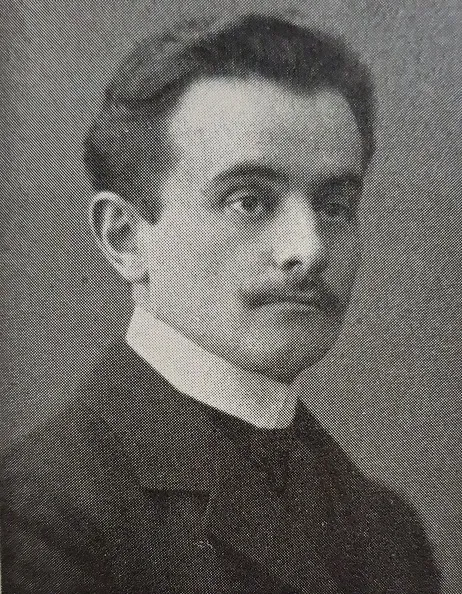
Foto de Alois Ciller

Alois Ciller (nacido Cihula ) (1 de junio de 1883 en Brno ; † desconocido) fue un trabajador textil, político y escritor nacionalsocialista de origen alemán moravo.

## Vida
Ciller cursó sus estudios en la Oberrealschule de Brno y luego en la Universidad Técnica Alemana de Praga. Fue durante este periodo que, en 1901, se unió a la Burschenschaft der Franken de Praga.
Fue uno de los fundadores del Partido Obrero Alemán (DAP), establecido oficialmente el 15 de noviembre de 1903. Redactó el programa del partido, que fue adoptado en 1904 y que eventualmente se transformaría en el Partido Nacionalsocialista Obrero Alemán (DNSAP).
Participó en la Primera Guerra Mundial como teniente primero de la tropa de zapadores de reserva, en la que recibió varias condecoraciones de guerra.
Ingresó en el NSDAP el 1 de octubre de 1932 (número de afiliación 1.388.781). De 1937 a 1938 fue profesor en la Oficina de Formación del Reich del Frente Alemán del Trabajo (DAF) en Berlín. En 1938 se convirtió en empleado de la comisión oficial de examen del partido para la protección de la literatura nacionalsocialista. Trabajó en los archivos y como editor.
Probablemente se quitó la vida.

## Honores
- 1943: Insignia dorada del partido NSDAP
- Salario honorario de Adolf Hitler por el trabajo de toda su vida

## Publicaciones (selección)
- El espíritu de los tiempos. Ilustración política y polémica.
- Austria alemana y Sudetes. Diez años de lucha por la libertad y la unidad alemana. Discurso del día 21 Octubre de 1928, celebrado en la concentración de los alemanes de los Sudetes en Graz. Graz 1928.
- ¡Alemania de los Sudetes! Un llamado a las armas y una advertencia para todos los alemanes. Viena 1928.
- Páginas conmemorativas de los caídos en marzo de la Alemania de los Sudetes para las víctimas de la lucha por la libertad y la unidad alemanas. Viena 1928.
- precursor del nacionalsocialismo. Historia y desarrollo del movimiento obrero nacional en la región fronteriza alemana. Viena 1932.
- Entonces y ahora. Origen, luchas y tareas del movimiento obrero nacional en Austria. Viena 1937.
- El socialismo alemán en los Sudetes y en el Ostmark. 1939, 2. Edición, Hamburgo 1943. (con prólogo de Philipp Bouhler)